# Els senyors prefereixen les rosses
Els senyors prefereixen les rosses (títol original en anglès: Gentlemen Prefer Blondes) és una pel·lícula del gènere comèdia musical de 1953 basada en l'obra de l'escriptora i guionista Anita Loos, dirigida per Howard Hawks i interpretada per Jane Russell i Marilyn Monroe. Ha estat doblada al català.
Hawks construeix una pel·lícula amb un dels seus temes predilectes: la guerra entre els dos sexes. La coreografia és de Jack Cole, i entre les cançons de Els senyors prefereixen les rosses destaca la memorable "Diamonds Are a Girl's Best Friend", de Jule Styne i Leo Robin.

## Argument
Lorelei (Jane Rusell) i Dorothy (Marilyn Monroe) són dues explosives cantants i ballarines professionals que s'embarquen en un transatlàntic des dels EUA cap a França a la recerca de fortuna i marit, mentre gaudeixen de la companyia de la tripulació. Entre els passatgers hi ha un multimilionari, al qual pretenen conquistar amb les seves dots interpretatives; però hi ha un inconvenient, i és que el pare del xicot de Lorelei ha contractat els serveis d'un detectiu per vigilar-la de prop durant el creuer.

## Repartiment
- Marilyn Monroe com a Lorelei Lee
- Jane Russell com a Dorothy Shaw

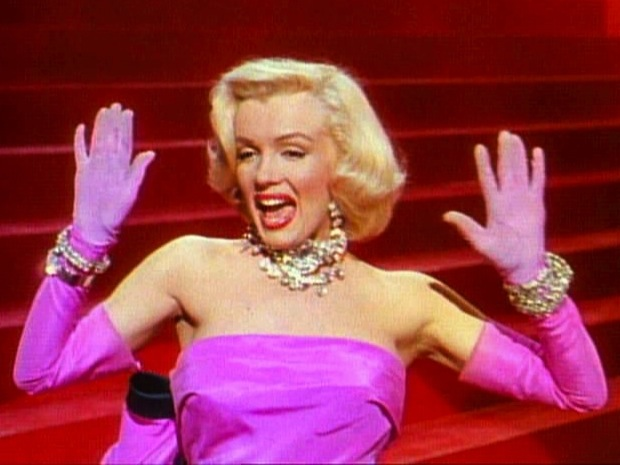
Lorelei Lee (Marilyn Monroe) canta "Diamonds are a Girl's Best Friend"

- Charles Coburn com a Sir Francis "Piggy" Beekman
- Elliott Reid com a Ernie Malone
- Tommy Noonan com a Gus Esmond
- Taylor Holmes com a Mr. Esmond Sr.
- Norma Varden com a Lady Beekman
- George Winslow com a Henry Spofford III
- Marcel Dalio com al magistrat
- Howard Wendell com a Watson
- Steven Geray com al gerent de l'hotel
- Henri Letondal com a Grotier (no surt als crèdits)
- Noel Neill com a passatger (no surt als crèdits)
- Jean Del Val com a capità del vaixell (no surt als crèdits)